# Tuskegee (album)
Tuskegee è il decimo album in studio del cantante statunitense Lionel Richie, pubblicato il 5 marzo 2012.

## Descrizione
Il disco prende il nome da Tuskegee, città dell'Alabama dove il cantante è nato.
Numerosi sono i produttori ed i musicisti che hanno collaborato alla realizzazione dell'album. L'album consiste interamente in reinterpretazioni di grandi successi dell'artista eseguiti con diversi ospiti e duetti.
L'album è stato certificato disco di platino dalla RIAA nel 2012, avendo venduto oltre un milione di copie. Inoltre ha raggiunto la vetta della classifica Billboard 200. Nel Regno Unito ha raggiunto la posizione numero 7 della Official Albums Chart.
Per quanto riguarda gli altri Paesi, il disco è stato certificato disco d'oro in Australia (oltre 35 000 copie), e in Danimarca (oltre 10 000 copie), nonché disco di platino in Canada (oltre 80 000 copie).

## Tracce
1. You Are (feat. Blake Shelton) – 4:59
2. Say You, Say Me (feat. Jason Aldean) – 5:09
3. Stuck on You (feat. Darius Rucker) – 3:21
4. Deep River Woman (feat. Little Big Town) – 4:09
5. My Love (feat. Kenny Chesney) – 5:33
6. Dancing on the Ceiling (feat. Rascal Flatts) – 4:20
7. Hello (feat. Jennifer Nettles) – 4:30
8. Sail On (feat. Tim McGraw) – 5:05
9. Endless Love (feat. Shania Twain) – 4:19
10. Just for You (feat. Billy Currington) – 4:11
11. Lady (feat. Kenny Rogers) – 4:09
12. Easy (feat. Willie Nelson) – 4:30
13. All Night Long (All Night) (feat. Jimmy Buffett & Coral Reefer Band) – 4:55